# 亨利二世·德·波旁-孔代

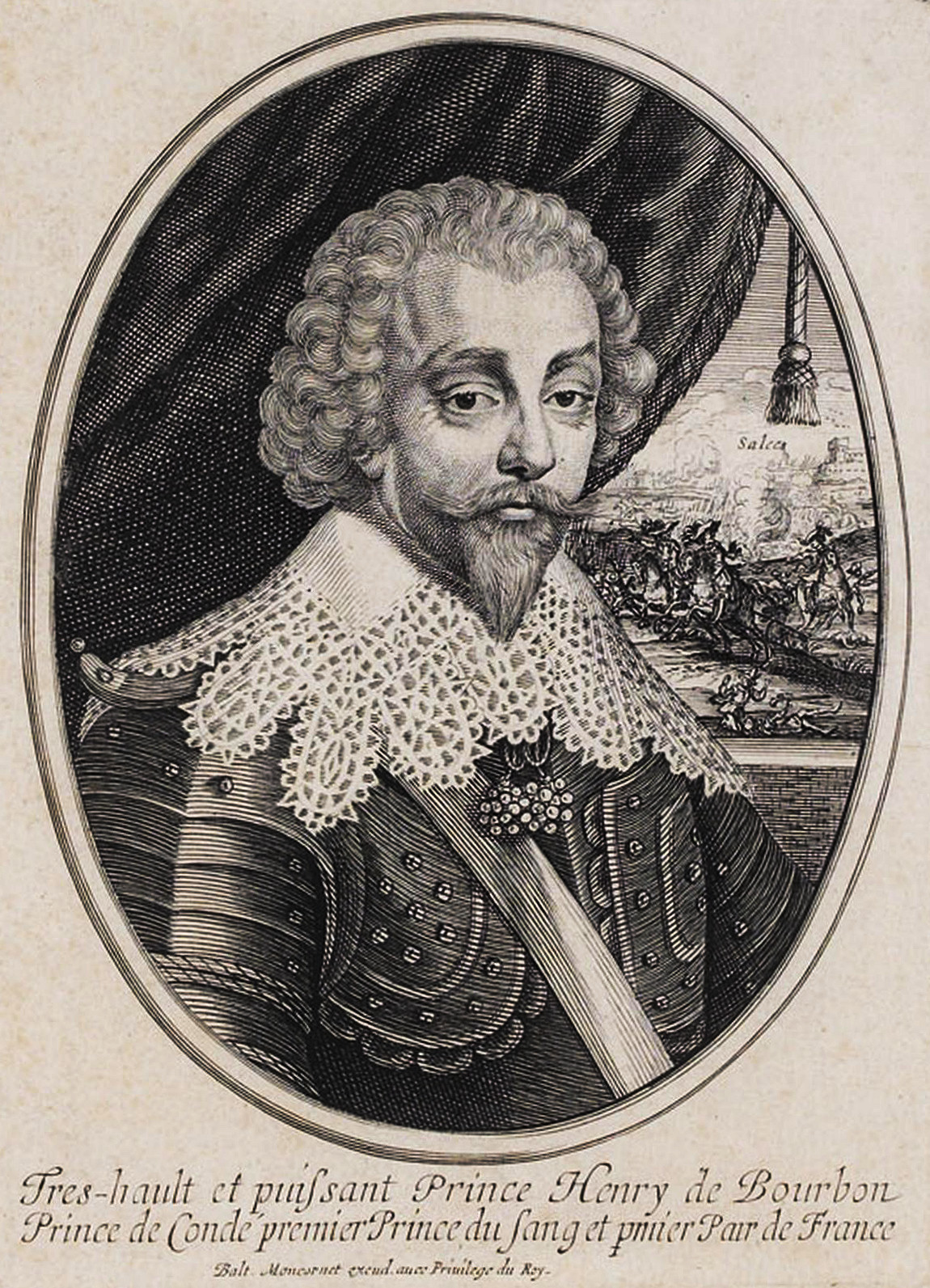
亨利二世·德·波旁

第三代孔代亲王——亨利二世·德·波旁（1588年9月1日—1646年12月26日），是法国的政治人物，在法国国王亨利四世诞下直系继承人之前，曾一度被视为有可能承袭王位的血亲。

## 生平
胡格諾派首領亨利一世·德·波旁之遺腹子，在父親死後出生，由母親撫育成天主教信徒，在路易十三出生前，他被法王亨利四世認可為王位繼承人。1609年，亨利二世與夏洛特·德·蒙莫朗西(Charlotte of Montmorency)结婚後，亨利二世帶著新婚妻子逃往西屬尼德蘭和義大利旅行，因為當時亨利四世正打算恩威並施地讓新娘成為國王的首席情婦。1610年亨利四世死後，孔代返回法國。
由於受王太后玛丽·德·美第奇的排擠，亨利二世遠離權力，於是他和那些懷有貪婪也新的親王與大領主們互相勾結，參與了太后攝政時其所有的宮廷陰謀。後來他從聖梅諾烏條約和朗頓條約中獲得很多好處（1614-1616年）。
亨利二世其後回到宮廷核心後，躍躍欲試地想攬權，這引起了王后親信兼首席大臣康西諾·孔奇尼的不快，孔奇尼在太后的同意下於1617年將他逮捕，並把他送到萬森的監獄中，一直關押到1620年。
此後亨利二世忠實地為國王路易十三服務，追隨國王在南方征討新教徒；1624年後，亨利二世又投靠新崛起的首相黎希留，並獲得了黎希留的寵信，被任命亨利二世為勃艮地總督；而亨利二世為了進一步討好首相，更讓自己的長子路易在1641年迎娶黎的姪女，與首相親上加親。路易十三逝世後，孔代進入攝政委員會。亨利二世於1646年去世。
他與妻子的婚姻讓他在1632年拥有了蒙莫朗西公爵爵位，兩人育有一女二男：隆格维尔夫人、大孔代與孔蒂親王阿爾芒，三人都在1648-1653年的投石黨運動扮演靈魂角色。